# Nueva Zelanda en la Copa de las Naciones de la OFC 2024
La selección de Nueva Zelanda fue uno de los ocho equipos participantes de la Copa de las Naciones de la OFC 2024, realizada en Fiyi y Vanuatu entre el 15 y el 30 de junio. Fue su undécima participación en el certamen continental, siendo el único seleccionado que jugó todas las ediciones.
Los All Whites fueron emparejados en el Grupo A junto con las Nueva Caledonia, Islas Salomón y Vanuatu, pero la selección neocaledonia se retiró.
Tras obtener el primer lugar en el grupo, vencer 5-0 a Tahití en semifinales y 3-0 a Vanuatu en la final, Nueva Zelanda se consagró campeón y obtuvo su sexto título.

## Enfrentamientos previos
| Fecha               | Lugar                        |               |                          | Resultado   |                          |               |
| ------------------- | ---------------------------- | ------------- | ------------------------ | ----------- | ------------------------ | ------------- |
| 22 de marzo de 2024 | Nueva Capital Administrativa | Egipto        | Bandera de Egipto        | 1:0 (1:0)   | Bandera de Nueva Zelanda | Nueva Zelanda |
| 26 de marzo de 2024 | North Shore City             | Nueva Zelanda | Bandera de Nueva Zelanda | (2) 0:0 (4) | Bandera de Túnez         | Túnez         |

## Jugadores
Darren Bazeley entregó la lista definitiva el 5 de junio.
Datos correspondientes al día de inicio del torneo
| #  | Nombre            | Posición         | Edad | PJ Sel | Club                  |
| -- | ----------------- | ---------------- | ---- | ------ | --------------------- |
| 1  | Max Crocombe      | Arquero          | 30   | 6      | Burton Albion         |
| 2  | Tim Payne         | Defensor         | 30   | 35     | Wellington Phoenix    |
| 3  | Lukas Kelly-Heald | Defensor         | 19   | 0      | Wellington Phoenix    |
| 4  | Tyler Bindon      | Defensor         | 19   | 6      | Reading               |
| 5  | Finn Surman       | Defensor         | 20   | 1      | Wellington Phoenix    |
| 6  | Cameron Howieson  | Mediocampista    | 29   | 16     | Auckland City         |
| 7  | Kosta Barbarouses | Delantero        | 34   | 56     | Wellington Phoenix    |
| 8  | Alex Rufer        | Mediocampista    | 27   | 9      | Wellington Phoenix    |
| 9  | Ben Waine         | Delantero        | 22   | 13     | Plymouth Argyle       |
| 11 | Elijah Just       | Mediocampista    | 24   | 22     | AC Horsens            |
| 12 | Alex Paulsen      | Arquero          | 21   | 0      | Wellington Phoenix    |
| 13 | Liberato Cacace   | Defensor         | 23   | 22     | Empoli                |
| 14 | Ben Old           | Mediocampista    | 21   | 4      | Wellington Phoenix    |
| 15 | Tommy Smith       | Defensor         | 34   | 52     | Macarthur             |
| 16 | Sam Sutton        | Defensor         | 22   | 0      | Wellington Phoenix    |
| 17 | Alex Greive       | Delantero        | 25   | 11     | St. Mirren            |
| 18 | Oskar van Hattum  | Delantero        | 22   | 0      | Wellington Phoenix    |
| 19 | Jesse Randall     | Mediocampista    | 21   | 0      | Wellington Olympic    |
| 20 | Fin Conchie       | Mediocampista    | 20   | 0      | Wellington Phoenix    |
| 21 | Max Mata          | Delantero        | 23   | 10     | Shrewsbury Town       |
| 22 | Oliver Sail       | Arquero          | 28   | 9      | Perth Glory           |
| DT | Darren Bazeley    | Director técnico | 51   | -      | Bandera de Inglaterra |

## Participación

### Primera fase
| Equipo          | Pts      | PJ       | PG       | PE       | PP       | GF       | GC       | Dif.     |
| --------------- | -------- | -------- | -------- | -------- | -------- | -------- | -------- | -------- |
| Nueva Zelanda   | 6        | 2        | 2        | 0        | 0        | 7        | 0        | 7        |
| Vanuatu (A)     | 3        | 2        | 1        | 0        | 1        | 1        | 4        | −3       |
| Islas Salomón   | 0        | 2        | 0        | 0        | 2        | 0        | 4        | −4       |
| Nueva Caledonia | Retirada | Retirada | Retirada | Retirada | Retirada | Retirada | Retirada | Retirada |

| 12         | Guardameta     | Alex Paulsen      |     |
| 2          | Defensa        | Tim Payne         | 75' |
| 4          | Defensa        | Tyler Bindon      |     |
| 5          | Defensa        | Finn Surman       |     |
| 16         | Defensa        | Sam Sutton        |     |
| 14         | Centrocampista | Ben Old           | 63' |
| 8          | Centrocampista | Alex Rufer        |     |
| 6          | Centrocampista | Cameron Howieson  | 82' |
| 11         | Centrocampista | Elijah Just       | 75' |
| 9          | Delantero      | Ben Waine         | 63' |
| 7          | Delantero      | Kosta Barbarouses |     |
| Entrenador | Entrenador     | Darren Bazeley    |     |

| 1          | Guardameta     | Philip Mango     |     |
| 4          | Defensa        | David Junior     |     |
| 3          | Defensa        | Leon Kofana      | 46' |
| 2          | Defensa        | Allen Peter      | 34' |
| 5          | Defensa        | Javin Wae        |     |
| 14         | Defensa        | Calvin Ohasio    |     |
| 11         | Centrocampista | Gagame Feni      |     |
| 15         | Centrocampista | Joses Nawo       |     |
| 13         | Centrocampista | Atkin Kaua       | 65' |
| 22         | Centrocampista | Prince Tahanipue | 46' |
| 9          | Delantero      | John Orobulu     | 65' |
| Entrenador | Entrenador     | Jacob Moli       |     |

| 19 | Centrocampista | Jesse Randall     | 63' |
| 21 | Delantero      | Max Mata          | 63' |
| 3  | Defensa        | Lukas Kelly-Heald | 75' |
| 18 | Delantero      | Oskar van Hattum  | 75' |
| 20 | Centrocampista | Fin Conchie       | 82' |

| 10 | Delantero      | Raphael Lea'i   | 34' |
| 8  | Centrocampista | Tigi Molea      | 46' |
| 21 | Defensa        | David Supa      | 46' |
| 6  | Centrocampista | Hudson Oreinima | 65' |
| 18 | Centrocampista | Hadyn Irodao    | 65' |

| Anotado | 6'  | Ben Waine         | 1 - 0 |
| Anotado | 11' | Ben Waine         | 2 - 0 |
| Anotado | 45' | Kosta Barbarouses | 3 - 0 |

| Amonestado | 25' | John Orobulu |

| Árbitro             | David Yareboinen  |
| Árbitros asistentes | Folio Moeaki      |
|                     | Malaetala Salanoa |
| Cuarto árbitro      | Teremoana Roihau  |

| 12         | Guardameta     | Alex Paulsen      |     |
| 2          | Defensa        | Tim Payne         | 75' |
| 4          | Defensa        | Tyler Bindon      |     |
| 5          | Defensa        | Finn Surman       |     |
| 16         | Defensa        | Sam Sutton        |     |
| 14         | Centrocampista | Ben Old           | 63' |
| 8          | Centrocampista | Alex Rufer        |     |
| 6          | Centrocampista | Cameron Howieson  | 82' |
| 11         | Centrocampista | Elijah Just       | 75' |
| 9          | Delantero      | Ben Waine         | 63' |
| 7          | Delantero      | Kosta Barbarouses |     |
| Entrenador | Entrenador     | Darren Bazeley    |     |

| 1          | Guardameta     | Philip Mango     |     |
| 4          | Defensa        | David Junior     |     |
| 3          | Defensa        | Leon Kofana      | 46' |
| 2          | Defensa        | Allen Peter      | 34' |
| 5          | Defensa        | Javin Wae        |     |
| 14         | Defensa        | Calvin Ohasio    |     |
| 11         | Centrocampista | Gagame Feni      |     |
| 15         | Centrocampista | Joses Nawo       |     |
| 13         | Centrocampista | Atkin Kaua       | 65' |
| 22         | Centrocampista | Prince Tahanipue | 46' |
| 9          | Delantero      | John Orobulu     | 65' |
| Entrenador | Entrenador     | Jacob Moli       |     |

| 19 | Centrocampista | Jesse Randall     | 63' |
| 21 | Delantero      | Max Mata          | 63' |
| 3  | Defensa        | Lukas Kelly-Heald | 75' |
| 18 | Delantero      | Oskar van Hattum  | 75' |
| 20 | Centrocampista | Fin Conchie       | 82' |

| 10 | Delantero      | Raphael Lea'i   | 34' |
| 8  | Centrocampista | Tigi Molea      | 46' |
| 21 | Defensa        | David Supa      | 46' |
| 6  | Centrocampista | Hudson Oreinima | 65' |
| 18 | Centrocampista | Hadyn Irodao    | 65' |

| Anotado | 6'  | Ben Waine         | 1 - 0 |
| Anotado | 11' | Ben Waine         | 2 - 0 |
| Anotado | 45' | Kosta Barbarouses | 3 - 0 |

| Amonestado | 25' | John Orobulu |

| Árbitro             | David Yareboinen  |
| Árbitros asistentes | Folio Moeaki      |
|                     | Malaetala Salanoa |
| Cuarto árbitro      | Teremoana Roihau  |

| 12         | Guardameta     | Dgen Leo            |     |
| 3          | Defensa        | Timothy Bouley      | 34' |
| 4          | Defensa        | Brian Kaltack       |     |
| 6          | Defensa        | Jason Thomas        |     |
| 5          | Defensa        | Jared Clark         |     |
| 7          | Defensa        | Michel Coulon       |     |
| 16         | Centrocampista | John Alick          |     |
| 10         | Centrocampista | Bong Kalo           | 86' |
| 15         | Centrocampista | Godine Tenene       |     |
| 9          | Delantero      | Alex Saniel         | 34' |
| 13         | Delantero      | Jonathan Spokeyjack | 86' |
| Entrenador | Entrenador     | Juliano Schmeling   |     |

| 1          | Guardameta     | Max Crocombe      |     |
| 2          | Defensa        | Tim Payne         |     |
| 4          | Defensa        | Tyler Bindon      | 73' |
| 5          | Defensa        | Finn Surman       | 73' |
| 13         | Defensa        | Liberato Cacace   |     |
| 14         | Centrocampista | Ben Old           | 83' |
| 8          | Centrocampista | Alex Rufer        |     |
| 6          | Centrocampista | Cameron Howieson  |     |
| 11         | Centrocampista | Elijah Just       |     |
| 21         | Delantero      | Max Mata          | 58' |
| 7          | Delantero      | Kosta Barbarouses | 83' |
| Entrenador | Entrenador     | Darren Bazeley    |     |

| 17 | Defensa        | Kerry Yawak  | 34' |
| 18 | Delantero      | Kensi Tangis | 34' |
| 14 | Centrocampista | John Wohale  | 86' |
| 21 | Centrocampista | Joe Moses    | 86' |

| 17 | Delantero      | Alex Greive       | 58' |
| 3  | Defensa        | Lukas Kelly-Heald | 73' |
| 15 | Defensa        | Tommy Smith       | 73' |
| 19 | Centrocampista | Jesse Randall     | 83' |
| 18 | Delantero      | Oskar van Hattum  | 83' |

| Anotado           | 10' | Max Mata      | 0 - 1 |
| Anotado · Autogol | 26' | Brian Kaltack | 0 - 2 |
| Anotado           | 63' | Elijah Just   | 0 - 3 |
| Anotado           | 78' | Ben Old       | 0 - 4 |

| Amonestado | 23' | Finn Surman  |
| Amonestado | 57' | Tyler Bindon |
| Amonestado | 90' | Alex Rufer   |

| Árbitro             | Veer Singh        |
| Árbitros asistentes | Malaetala Salanoa |
|                     | Avinesh Narayan   |
| Cuarto árbitro      | David Yareboinen  |

| 12         | Guardameta     | Dgen Leo            |     |
| 3          | Defensa        | Timothy Bouley      | 34' |
| 4          | Defensa        | Brian Kaltack       |     |
| 6          | Defensa        | Jason Thomas        |     |
| 5          | Defensa        | Jared Clark         |     |
| 7          | Defensa        | Michel Coulon       |     |
| 16         | Centrocampista | John Alick          |     |
| 10         | Centrocampista | Bong Kalo           | 86' |
| 15         | Centrocampista | Godine Tenene       |     |
| 9          | Delantero      | Alex Saniel         | 34' |
| 13         | Delantero      | Jonathan Spokeyjack | 86' |
| Entrenador | Entrenador     | Juliano Schmeling   |     |

| 1          | Guardameta     | Max Crocombe      |     |
| 2          | Defensa        | Tim Payne         |     |
| 4          | Defensa        | Tyler Bindon      | 73' |
| 5          | Defensa        | Finn Surman       | 73' |
| 13         | Defensa        | Liberato Cacace   |     |
| 14         | Centrocampista | Ben Old           | 83' |
| 8          | Centrocampista | Alex Rufer        |     |
| 6          | Centrocampista | Cameron Howieson  |     |
| 11         | Centrocampista | Elijah Just       |     |
| 21         | Delantero      | Max Mata          | 58' |
| 7          | Delantero      | Kosta Barbarouses | 83' |
| Entrenador | Entrenador     | Darren Bazeley    |     |

| 17 | Defensa        | Kerry Yawak  | 34' |
| 18 | Delantero      | Kensi Tangis | 34' |
| 14 | Centrocampista | John Wohale  | 86' |
| 21 | Centrocampista | Joe Moses    | 86' |

| 17 | Delantero      | Alex Greive       | 58' |
| 3  | Defensa        | Lukas Kelly-Heald | 73' |
| 15 | Defensa        | Tommy Smith       | 73' |
| 19 | Centrocampista | Jesse Randall     | 83' |
| 18 | Delantero      | Oskar van Hattum  | 83' |

| Anotado           | 10' | Max Mata      | 0 - 1 |
| Anotado · Autogol | 26' | Brian Kaltack | 0 - 2 |
| Anotado           | 63' | Elijah Just   | 0 - 3 |
| Anotado           | 78' | Ben Old       | 0 - 4 |

| Amonestado | 23' | Finn Surman  |
| Amonestado | 57' | Tyler Bindon |
| Amonestado | 90' | Alex Rufer   |

| Árbitro             | Veer Singh        |
| Árbitros asistentes | Malaetala Salanoa |
|                     | Avinesh Narayan   |
| Cuarto árbitro      | David Yareboinen  |

### Semifinales
| 1          | Guardameta     | Max Crocombe      |     |
| 2          | Defensa        | Tim Payne         | 25' |
| 4          | Defensa        | Tyler Bindon      | 45' |
| 5          | Defensa        | Finn Surman       |     |
| 13         | Defensa        | Liberato Cacace   |     |
| 14         | Centrocampista | Ben Old           | 79' |
| 8          | Centrocampista | Alex Rufer        |     |
| 6          | Centrocampista | Cameron Howieson  | 67' |
| 11         | Centrocampista | Elijah Just       |     |
| 9          | Delantero      | Ben Waine         | 67' |
| 7          | Delantero      | Kosta Barbarouses |     |
| Entrenador | Entrenador     | Darren Bazeley    |     |

| 16         | Guardameta     | Teave Teamotuaitau |     |
| 7          | Defensa        | Kevin Barbe        |     |
| 15         | Defensa        | Pothin Poma        |     |
| 17         | Defensa        | Teva Lossec        |     |
| 20         | Defensa        | Taumihau Tiatia    | 56' |
| 9          | Centrocampista | Tauhiti Keck       |     |
| 18         | Centrocampista | Manuarii Shan      | 45' |
| 6          | Centrocampista | Terai Bremond      | 79' |
| 10         | Centrocampista | Teaonui Tehau      |     |
| 11         | Delantero      | Shawn Tinirauarii  | 66' |
| 21         | Delantero      | Matéo Degrumelle   |     |
| Entrenador | Entrenador     | Samuel Garcia      |     |

| 15 | Defensa        | Tommy Smith   | 25' |
| 16 | Defensa        | Sam Sutton    | 45' |
| 17 | Delantero      | Alex Greive   | 67' |
| 21 | Delantero      | Max Mata      | 67' |
| 19 | Centrocampista | Jesse Randall | 79' |

| 19 | Delantero      | Ariiura Labaste | 45' |
| 5  | Defensa        | Rainui Aroita   | 56' |
| 13 | Centrocampista | Franck Papaura  | 66' |
| 12 | Defensa        | Mauri Heitaa    | 79' |

| Anotado | 8'    | Finn Surman       | 1 - 0 |
| Anotado | 45'   | Ben Waine         | 2 - 0 |
| Anotado | 45+3' | Kosta Barbarouses | 3 - 0 |
| Anotado | 53'   | Ben Waine         | 4 - 0 |
| Anotado | 71'   | Kosta Barbarouses | 5 - 0 |

| Amonestado | 38' | Tyler Bindon |

| Amonestado | 20' | Teva Lossec |

| Árbitro             | Veer Singh        |
| Árbitros asistentes | Malaetala Salanoa |
|                     | Folio Moeaki      |
| Cuarto árbitro      | David Yareboinen  |

| 1          | Guardameta     | Max Crocombe      |     |
| 2          | Defensa        | Tim Payne         | 25' |
| 4          | Defensa        | Tyler Bindon      | 45' |
| 5          | Defensa        | Finn Surman       |     |
| 13         | Defensa        | Liberato Cacace   |     |
| 14         | Centrocampista | Ben Old           | 79' |
| 8          | Centrocampista | Alex Rufer        |     |
| 6          | Centrocampista | Cameron Howieson  | 67' |
| 11         | Centrocampista | Elijah Just       |     |
| 9          | Delantero      | Ben Waine         | 67' |
| 7          | Delantero      | Kosta Barbarouses |     |
| Entrenador | Entrenador     | Darren Bazeley    |     |

| 16         | Guardameta     | Teave Teamotuaitau |     |
| 7          | Defensa        | Kevin Barbe        |     |
| 15         | Defensa        | Pothin Poma        |     |
| 17         | Defensa        | Teva Lossec        |     |
| 20         | Defensa        | Taumihau Tiatia    | 56' |
| 9          | Centrocampista | Tauhiti Keck       |     |
| 18         | Centrocampista | Manuarii Shan      | 45' |
| 6          | Centrocampista | Terai Bremond      | 79' |
| 10         | Centrocampista | Teaonui Tehau      |     |
| 11         | Delantero      | Shawn Tinirauarii  | 66' |
| 21         | Delantero      | Matéo Degrumelle   |     |
| Entrenador | Entrenador     | Samuel Garcia      |     |

| 15 | Defensa        | Tommy Smith   | 25' |
| 16 | Defensa        | Sam Sutton    | 45' |
| 17 | Delantero      | Alex Greive   | 67' |
| 21 | Delantero      | Max Mata      | 67' |
| 19 | Centrocampista | Jesse Randall | 79' |

| 19 | Delantero      | Ariiura Labaste | 45' |
| 5  | Defensa        | Rainui Aroita   | 56' |
| 13 | Centrocampista | Franck Papaura  | 66' |
| 12 | Defensa        | Mauri Heitaa    | 79' |

| Anotado | 8'    | Finn Surman       | 1 - 0 |
| Anotado | 45'   | Ben Waine         | 2 - 0 |
| Anotado | 45+3' | Kosta Barbarouses | 3 - 0 |
| Anotado | 53'   | Ben Waine         | 4 - 0 |
| Anotado | 71'   | Kosta Barbarouses | 5 - 0 |

| Amonestado | 38' | Tyler Bindon |

| Amonestado | 20' | Teva Lossec |

| Árbitro             | Veer Singh        |
| Árbitros asistentes | Malaetala Salanoa |
|                     | Folio Moeaki      |
| Cuarto árbitro      | David Yareboinen  |

### Final
| 1          | Guardameta     | Max Crocombe      |     |
| 16         | Defensa        | Sam Sutton        | 73' |
| 4          | Defensa        | Tyler Bindon      | 88' |
| 5          | Defensa        | Finn Surman       |     |
| 13         | Defensa        | Liberato Cacace   |     |
| 14         | Centrocampista | Ben Old           | 88' |
| 8          | Centrocampista | Alex Rufer        |     |
| 6          | Centrocampista | Cameron Howieson  |     |
| 11         | Centrocampista | Elijah Just       | 81' |
| 9          | Delantero      | Ben Waine         | 73' |
| 7          | Delantero      | Kosta Barbarouses |     |
| Entrenador | Entrenador     | Darren Bazeley    |     |

| 1          | Guardameta     | James Iamar         |     |
| 3          | Defensa        | Timothy Bouley      |     |
| 4          | Defensa        | Brian Kaltack       |     |
| 6          | Defensa        | Jason Thomas        |     |
| 5          | Defensa        | Jared Clark         | 80' |
| 16         | Centrocampista | John Alick          | 80' |
| 11         | Centrocampista | Tasso Jeffrey       | 65' |
| 14         | Centrocampista | John Wohale         | 80' |
| 9          | Delantero      | Alex Saniel         | 65' |
| 15         | Delantero      | Godine Tenene       |     |
| 13         | Delantero      | Jonathan Spokeyjack |     |
| Entrenador | Entrenador     | Juliano Schmeling   |     |

| 15 | Defensa        | Tommy Smith       | 73' |
| 19 | Centrocampista | Jesse Randall     | 73' |
| 17 | Delantero      | Alex Greive       | 81' |
| 3  | Defensa        | Lukas Kelly-Heald | 88' |
| 21 | Delantero      | Max Mata          | 88' |

| 17 | Defensa        | Kerry Yawak    | 65' |
| 18 | Delantero      | Kensi Tangis   | 65' |
| 8  | Centrocampista | Claude Aru     | 80' |
| 20 | Centrocampista | Alick Worworbu | 80' |
| 21 | Centrocampista | Joe Moses      | 80' |

| Anotado | 2'  | Cameron Howieson | 1 - 0 |
| Anotado | 83' | Jesse Randall    | 2 - 0 |
| Anotado | 90' | Max Mata         | 3 - 0 |

| Amonestado | 78' | Tyler Bindon |

| Amonestado | 8'  | Timothy Bouley |
| Amonestado | 37' | John Wohale    |
| Amonestado | 63' | Jared Clark    |

| Otorgado · Expulsado | 75' | Timothy Bouley |

| Árbitro             | Ben Aukwai        |
| Árbitros asistentes | Folio Moeaki      |
|                     | Malaetala Salanoa |
| Cuarto árbitro      | Veer Singh        |

| 1          | Guardameta     | Max Crocombe      |     |
| 16         | Defensa        | Sam Sutton        | 73' |
| 4          | Defensa        | Tyler Bindon      | 88' |
| 5          | Defensa        | Finn Surman       |     |
| 13         | Defensa        | Liberato Cacace   |     |
| 14         | Centrocampista | Ben Old           | 88' |
| 8          | Centrocampista | Alex Rufer        |     |
| 6          | Centrocampista | Cameron Howieson  |     |
| 11         | Centrocampista | Elijah Just       | 81' |
| 9          | Delantero      | Ben Waine         | 73' |
| 7          | Delantero      | Kosta Barbarouses |     |
| Entrenador | Entrenador     | Darren Bazeley    |     |

| 1          | Guardameta     | James Iamar         |     |
| 3          | Defensa        | Timothy Bouley      |     |
| 4          | Defensa        | Brian Kaltack       |     |
| 6          | Defensa        | Jason Thomas        |     |
| 5          | Defensa        | Jared Clark         | 80' |
| 16         | Centrocampista | John Alick          | 80' |
| 11         | Centrocampista | Tasso Jeffrey       | 65' |
| 14         | Centrocampista | John Wohale         | 80' |
| 9          | Delantero      | Alex Saniel         | 65' |
| 15         | Delantero      | Godine Tenene       |     |
| 13         | Delantero      | Jonathan Spokeyjack |     |
| Entrenador | Entrenador     | Juliano Schmeling   |     |

| 15 | Defensa        | Tommy Smith       | 73' |
| 19 | Centrocampista | Jesse Randall     | 73' |
| 17 | Delantero      | Alex Greive       | 81' |
| 3  | Defensa        | Lukas Kelly-Heald | 88' |
| 21 | Delantero      | Max Mata          | 88' |

| 17 | Defensa        | Kerry Yawak    | 65' |
| 18 | Delantero      | Kensi Tangis   | 65' |
| 8  | Centrocampista | Claude Aru     | 80' |
| 20 | Centrocampista | Alick Worworbu | 80' |
| 21 | Centrocampista | Joe Moses      | 80' |

| Anotado | 2'  | Cameron Howieson | 1 - 0 |
| Anotado | 83' | Jesse Randall    | 2 - 0 |
| Anotado | 90' | Max Mata         | 3 - 0 |

| Amonestado | 78' | Tyler Bindon |

| Amonestado | 8'  | Timothy Bouley |
| Amonestado | 37' | John Wohale    |
| Amonestado | 63' | Jared Clark    |

| Otorgado · Expulsado | 75' | Timothy Bouley |

| Árbitro             | Ben Aukwai        |
| Árbitros asistentes | Folio Moeaki      |
|                     | Malaetala Salanoa |
| Cuarto árbitro      | Veer Singh        |